# Dân vũ

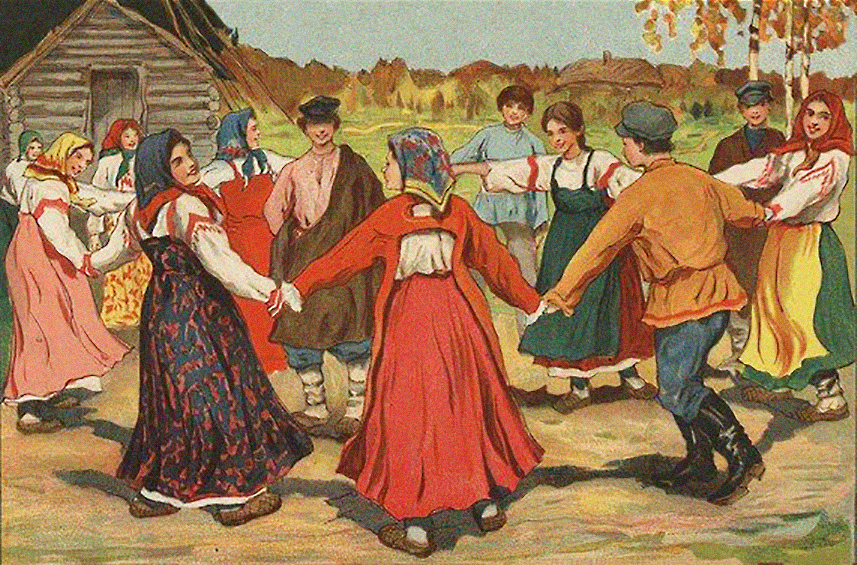
Người dân nhảy dân vũ ở nông thôn nước Nga

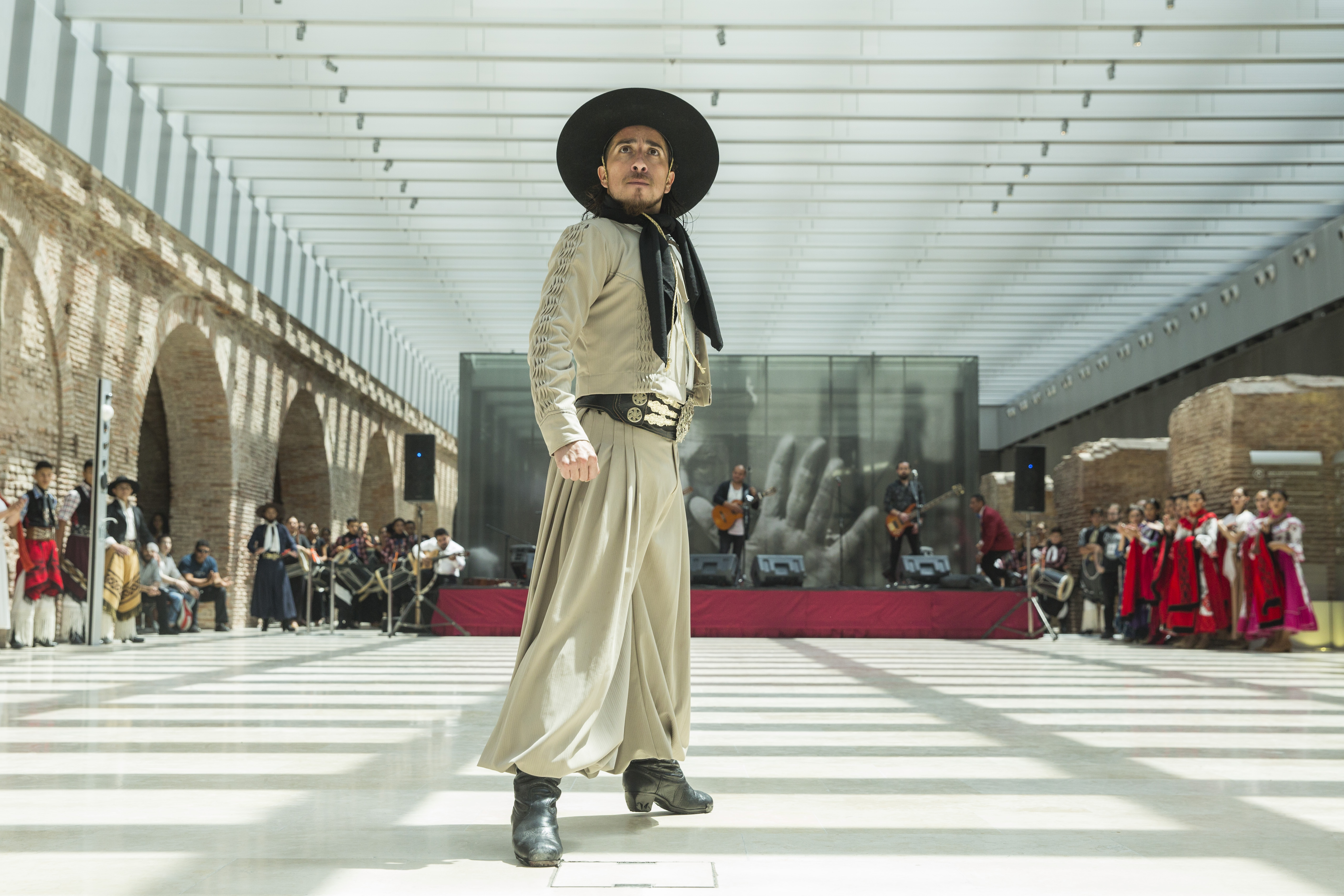
Malambo, điệu nhảy dân gian Argentina.

Dân vũ hay điệu múa dân gian (tiếng Anh: folk dance) là những vũ đạo phản ánh cuộc sống của người dân một quốc gia hoặc một khu vực lãnh thổ nhất định. Thuật ngữ "truyền thống" hay "dân tộc" thường dùng để nhấn mạnh đến cội nguồn văn hóa của điệu múa, cho nên hiểu theo nghĩa này thì hầu hết điệu dân vũ cũng chính là điệu múa dân tộc. Tuy nhiên, không phải tất cả các điệu múa dân tộc đều là dân vũ; ví dụ những điệu múa trong các nghi lễ hoặc có nguồn gốc nghi lễ, tuy chúng là điệu múa của một tộc người nhưng không được coi là dân vũ.

## Đặc điểm chung
Dân vũ thường có những đặc điểm chung như sau: 
- Các buổi nhảy múa thường do những người ít hoặc không được đào tạo chuyên nghiệp về múa tổ chức tại những buổi tụ tập, thường kèm theo nhạc cổ truyền.
- Các điệu nhảy thường không dành cho biểu diễn công cộng hoặc đưa lên sân khấu, mặc dù về sau người ta có thể dàn dựng và đưa chúng lên sân khấu.
- Các điệu dân vũ được kế thừa từ đời này sang đời khác mà ít có đổi mới (mặc dù truyền thống dân gian thay đổi dần theo thời gian).
- Các vũ công mới thường tập múa một cách không chính thức thông qua việc quan sát người đi trước hoặc do người đi trước chỉ bảo lại.

## Phân loại
Có ba loại dân vũ:
- Dân vũ lễ hội: từ các lễ hội
- Dân vũ đời sống: hoạt động trong đời sống thường nhật của người dân trở thành các động tác trong điệu nhảy
- Dân vũ sử thi: lấy cảm hứng từ lịch sử